# 트랜스포비아
트랜스포비아(영어: transphobia→트랜스젠더 혐오)는 성전환과 트랜스젠더에 대하여 적대적인 태도와 감정을 갖는 것이다. 연구자들은 트랜스젠더 혐오를 사회적 젠더 평균에 부합하지 않는 사람들에 대한 감정적 혐오, 공포, 분노, 불편함으로 설명하고, 또한 현대적 사회에서 용납될 수 없다고 간주되는 동성애 혐오나 인종 차별, 성 차별과 유사한 것이라고 말한다. 그러나 아직도 많은 사람들이 트랜스젠더를 증오하여 받을 비난을 개의치 않고 트랜스젠더 증오의 관점을 유지하고 있다.

## 어원
‘트랜스포비아’(영어: Transphobia)는 호모포비아라는 용어에 바탕을 둔 혼성어다. ‘트랜스젠더’의 ‘트랜스’와 ‘호모포비아’의 "포비아"가 합쳐진 것이다. 트랜스포비아라는 용어는 ‘호모포비아’나 ‘바이포비아’와 함께 성소수자에 대한 불관용을 가리키는 용어로 사용된다. 트랜스포비아는 임상심리학에서의 ‘포비아’와 일치하지 않는다. 트랜스포비아에서의 ‘포비아’는 제노포비아와 같은 의미 및 용법으로 사용된다. 영어에서 트랜스포비아와 관련된 것을 설명하기 위해 형용사형인 ‘트랜스포빅’(영어: transphobic)이 사용되고, 트랜스포비아 성향이 내재된 사람을 가리킬 때는 명사형 ‘트랜스포브’(영어: transphobe)가 사용된다.

## 트랜스포비아의 발현

### 희롱과 폭력
트랜스젠더에 대한 희롱과 폭력 행위는 트랜스배싱이라고 불린다. 이것은 물리적 폭력일 수도 있고, 성폭력 또는 언어폭력일 수도 있다. 게이배싱이 누군가의 성적 지향에 대한 폭력이라면, 트랜스배싱은 누군가의 성 정체성에 대한 폭력이다. 트랜스젠더에 대한 증오언설과, 트랜스젠더에 대한 부정적 고정관념을 강화시키는 미디어의 묘사에 대해서도 트랜스배싱이라는 용어가 사용된다. 유명한 트랜스포비아 범죄 피해자로 브랜든 티나와 그웬 아라우조, 앤지 자파타, 니자 모리스, 로렌 해리스 등이 있다.
전미심리학회에 따르면, 트랜스젠더 아동은 학교, 위탁기관, 홈리스 센터, 청소년 사법제도에서 희롱과 폭력을 경험할 가능성이 다른 아동들보다 높다. 연구자들은 트랜스젠더 청소년들은 반복적으로 학교에서 조롱과 괴롭힘, 왕따에 시달리고 있으며, 거의 모든 트랜스젠더 청소년들이 학교, 특히 체육시간이나 학교 행사, 화장실 등에서 언어적 물리적 폭력을 당했다고 증언한다고 말한다. 그들의 4분의 3이 학교에서 안전하지 못함을 느낀다고 보고했다.
성인의 경우에도 트랜스젠더들은 그저 길을 걸어가기만 하는 동안에도 비웃음, 냉담, 조롱, 폭력의 위협에 지속적으로 노출된다. 미국에서 이루어진 402명의 일자리가 있는 고소득 기성세대 트랜스젠더를 대상으로 한 조사에서, 조사 대상 중 60%가 그들의 성 정체성으로 인해 폭력과 희롱을 당했다고 보고했다. 56%는 희롱 또는 언어 폭력을 당했고, 30%는 신체적인 공격을 당했으며, 17%는 집어던진 물건에 맞아본 적이 있고, 14%는 강도를 당했으며, 8%는 부당하게 체포된 경험이 있다고 생각했다.

### 미스젠더링
미스젠더링(영어: Misgendering)은 미국의 트랜스젠더 작가이자 생물학자인 줄리아 세라노가 고안한 단어이다. 이것은 자신이 스스로를 정체화하는 젠더와 다른 젠더로 누군가에게 규정지어지는 것을 말한다. 미스젠더링은 고의적일 수도 있고 실수로 할 수도 있다. 미스젠더링의 사례로는 트랜스젠더를 그들이 선호하지 않는 대명사로 부르거나, 그 사람의 성정체성과 반대되는 "ma'am" 또는 "sir" 등의 호칭을 사용하거나, 개명한 이후의 이름이 아닌 개명하기 전의 이름을 사용해서 부르는 것 (데드네이밍), 그들이 스스로 정체화하는 성별이 아닌, 태어나며 주어진 성별로서 행동하기를 요구하는 것으로 예컨대, 스스로 여자라고 생각하는 사람에게 남자 화장실을 쓰게 하는 경우 등이 포함된다. 미스젠더링은 성전환 수술을 마치기 전의 거의 모든 트랜스젠더들이 대부분 겪는 흔한 현상이며, 수술을 마친 후에도 미스젠더링을 겪는 경우도 적지 않다.  트랜스젠더의 정체성을 알면서 의도적으로 미스젠더링을 하는 것은, 그 트랜스젠더의 입장에서는 극도로 공격적인 행동으로 여겨질 것이다.
2008년에는 콜로라도에서 앨런 앤드레이드(Allen Andrade)가 트랜스젠더 청소년 앤지 자파타(Angie Zapata)를 때려 죽였는데, 앤드레이드는 체포된 뒤 경찰에게 증언할 때 자파타를 영어의 지시대명사 ‘그것’(영어: it 이트[*])이라고 부르며 아예 사람으로 취급하지 않았다. 2013년에는 뉴욕에서 21세의 MTF 트랜스젠더 이슬란 네틀스(Islan Nettles)가 살해당했는데, 장례에서 영어의 남성형 대명사 ‘그’(영어: he 히[*])라고 지칭되었다. 트랜스젠더 배우 러번 콕스는 미스젠더링은 이슬란을 죽음으로 몰고 간 폭력의 일부라고 말했다.
트랜스젠더들은 자신들이 정체화하는 성별이 누릴 수 있는 권리나 자격에서 소외되고, 태어난 성별의 그것을 수용해야 하는 처지에 놓이는 경우가 잦다. 이것은 매우 흔한 일이며, 작은 경우로 치면 MTF 트랜스젠더가 여자 화장실에 들어갈 수 없는 것도 이에 속한다. 노숙인 보호소, 병원, 감옥 등은 MTF 트랜스젠더를 여성 구역에 수용하기를 거부하며, 그들을 남자들 속에 집어넣는다. 이런 상황은 일부 지역에서는 개선되고 있다. 예컨대 2006년 2월 8일, 뉴욕 시의 노숙인 관리국은 보호소에서 벌어지는 트랜스젠더에 대한 차별을 없앤다는 목표를 세우고 수용 정책을 정비하기로 약속했다.

### 의료 문제
필라델피아에 거주하는 81명의 트랜스포비아에 대해 연구한 결과, 그들 중 14%가 그들이 트랜스젠더라는 이유로 정기적 건강 관리를 거부당한 적이 있다고 말했다. 18%는 그들이 만약 의료 검진을 받아야 한다면, "트랜스젠더임으로 인해 문제가 생길 것"이라고 대답했다.
트랜스젠더는 호르몬 치료나 성전환 뿐 아니라 필수적 의료 행위에도 크게 의존하고 있다. 로버트 에다스는 20여 명의 의사들에게 거부당한 끝에 난소암으로 사망했다. 미국 트랜스젠더 평등센터의 2011년 조사에 따르면, 트랜스젠더 중 19%가 의료 행위를 거부당한 적이 있다고 대답했다. 트랜스포비아로 인한 치료 거부가 결코 드물지 않다는 사실을 보여준다. 티라 헌터라는 트랜스젠더는 교통사고를 당했는데, 구조대원들이 그녀가 트랜스젠더라는 것을 알자 응급조치를 중단했다. 헌터는 병원에서 사망했다.
유럽의 많은 나라에서, 법적으로 성별을 바꾸고 싶은 트랜스젠더는 불임이 되어야 한다. 여러 나라들이 이 법에 대해 재검토하고 있으며, 스웨덴은 2012년 12월에 이 법을 폐기했다.

### 직장 문제
트랜스포비아는 직장에서도 발생한다. 트랜스젠더들은 성전환을 시작하면서 일자리를 잃을 수 있다.  윌래메트 대학교에서 이루어진 연구에서는 치료를 받은 뒤 해고당한 트랜스젠더가 국가 법령을 통해 복직되는 일은 거의 일어나지 않는다.
2002년, 미국에서 교사들에 대해 이루어진 연구에서, 트랜스젠더 교사들은 게이나 레즈비언 교사들보다 10 ~ 20% 더 직장 내 희롱을 당할 가능성이 높다는 것이 밝혀졌다.

### 트랜스포비아와 사회적 보수주의
기독교 우파는 트랜스젠더를 포함한 차별 금지 법률의 제정에 반대하는 운동에 참여하고 있다. 그들의 트랜스포비아는 가톨릭 자연법 이론에 대부분 기반하고 있다. 이 이론은 아우구스티누스와 토마스 아퀴나스의 저작에서 유래되어, 존 피니스, 로버트 P. 조지를 비롯한 보수적 천주교도들이 보강한 것이다. 이들은 "불변하는" 인간의 "본질"을 상정하고('생물학적 성별' 또는 '생식기 성별' '염색체 성별' 따위), 정부의 성전환 수술 지원을 방해하며, 차별금지법에 트랜스젠더가 포함되는 것을 반대한다.
Ontario Consultants for Religious Tolerance 웹사이트에 따르면, 교황 요한 바오로 2세 재임 당시였던 2000년에 바티칸은 현재의 성전환 수술 반대 입장을 확실히 했으며, 2003년에 공식화했다. 트랜스젠더 인권에 반대하는 기독교 우파 단체들로는 미국의 가족연구협의회, 전미가족협회, 캐나다의 진짜 여자들, 뉴질랜드 가족우선회 등이 있다.

### 여성주의의 트랜스젠더 혐오
전투적 여성주의 학자 재니스 레이먼드의 1979년 저서 《트랜스섹슈얼 제국》은 성전환 수술에 대한 명백한 비난의 의도를 가지고 있었기에 논쟁의 대상이 되었다. 이 책에서 레이먼드는 “모든 트랜스섹슈얼들은 여성의 육체를 자신들에게 적합하게 만들기 위해 진정한 여성의 형상을 일개 대상으로 축소시킴으로써 여성의 육체를 강간하고 있다 ... 트랜스섹슈얼들은 여성 속에 쳐들어가는 명백한 도구를 절단하는 것만으로 자신들이 침입의도가 없는 것처럼 보이려고 한다”고 썼다.
페미니스트와 트랜스여성 사이의 갈등을 가장 적나라하게 보여준 사건은 미시간 여성 음악 축제일 것이다. 1990년대 초, MTF 트랜스젠더 낸시 버크홀더(Nancy Burkholder)는 이 축제에 참여하는 것을 거부당했다. 그 이래 미시간 여성 음악 축제는 줄곧 "태어날 때부터 여성인 여자"(womyn-born-womyn)들만 참여할 수 있다. "womyn-born-womyn" 정책에 항의하고 페미니스트 공동체가 MTF 트랜스젠더를 수용하도록 하기 위해 운동 단체인 캠프 트랜스가 만들어졌다. 리키 윌킨스, 제시카 자비에, 레슬리 페인버그 등 주요한 트랜스젠더 운동가 및 트렌스페미니스트 다수가 캠프 트랜스와 관련이 있다. 현재 축제는 수술이 끝난 트랜스젠더는 참석을 허용하고 있지만, 많은 MTF들이 성전환 수술 비용을 감당하지 못하기에 이것은 또 계급차별이라고 비판받고 있다.
킴벌리 닉슨(Kimberly Nixon)이라는 MTF는 1995년 캐나다 밴쿠버의 강간 피해 여성 보호소에서 상담사로 자원했는데, 그녀가 트랜스젠더라는 것이 밝혀지자 해고당했다. 보호소 직원들은 닉슨이 남자였으므로 상담 대상들의 경험을 이해하는 것이 불가능할 것이라고 판단했으며, 또한 상담 대상 역시 유전적으로 여성인 사람들만 받아줬다. 닉슨은 불복하고 자신이 배우자에게 폭력을 당한 전력을 공개한 뒤 보호소 측을 차별 행위로 고소했다. 닉슨의 변호인들은 닉슨이 아무런 근거 없이 해고당했다고 주장했다. 2007년, 캐나다 대법원은 닉슨의 고소를 기각하고 사건을 끝냈다.
샌디 스톤 등의 트랜스젠더들은 페미니스트들의 "생물학적 여성" 개념에 도전했다. 스톤은 1974년에서 1978년까지 올리비아 레코드에 음향 엔지니어로 근무하다가, 트랜스젠더가 레즈비언 회사에서 일하는 것에 대한 논란이 불거지자 사직했다. 이 논쟁은 레이먼드의 책에서도 언급되는데, 레이먼드는 한 개 장을 할애해서 "트랜스섹슈얼적으로 구성된 레즈비언 페미니스트"(the transsexually constructed lesbian-feminist)를 비판했다. 토론토 레즈비언 기구 등의 조직들은 트랜스 레즈비언을 거부하는 것을 지지했다. 셸리아 제프리스는 성전환에 대하여 "페미니스트의 관점에서 매우 문제가 있으며, [stated] 성전환은 인간의 인권에 대한 폭력으로 간주되어야 한다"고 했다.
이외에도 저메인 그리어, 줄리 빈델, 엘리자베스 그로츠 등의 페미니스트들이 성전환 및 성전환자, 트랜스젠더를 인정하지 않는데, 자세한 사항은 여성주의와 성전환 문서를 참조할 것.

### 다른 성소수자들의 트랜스포비아

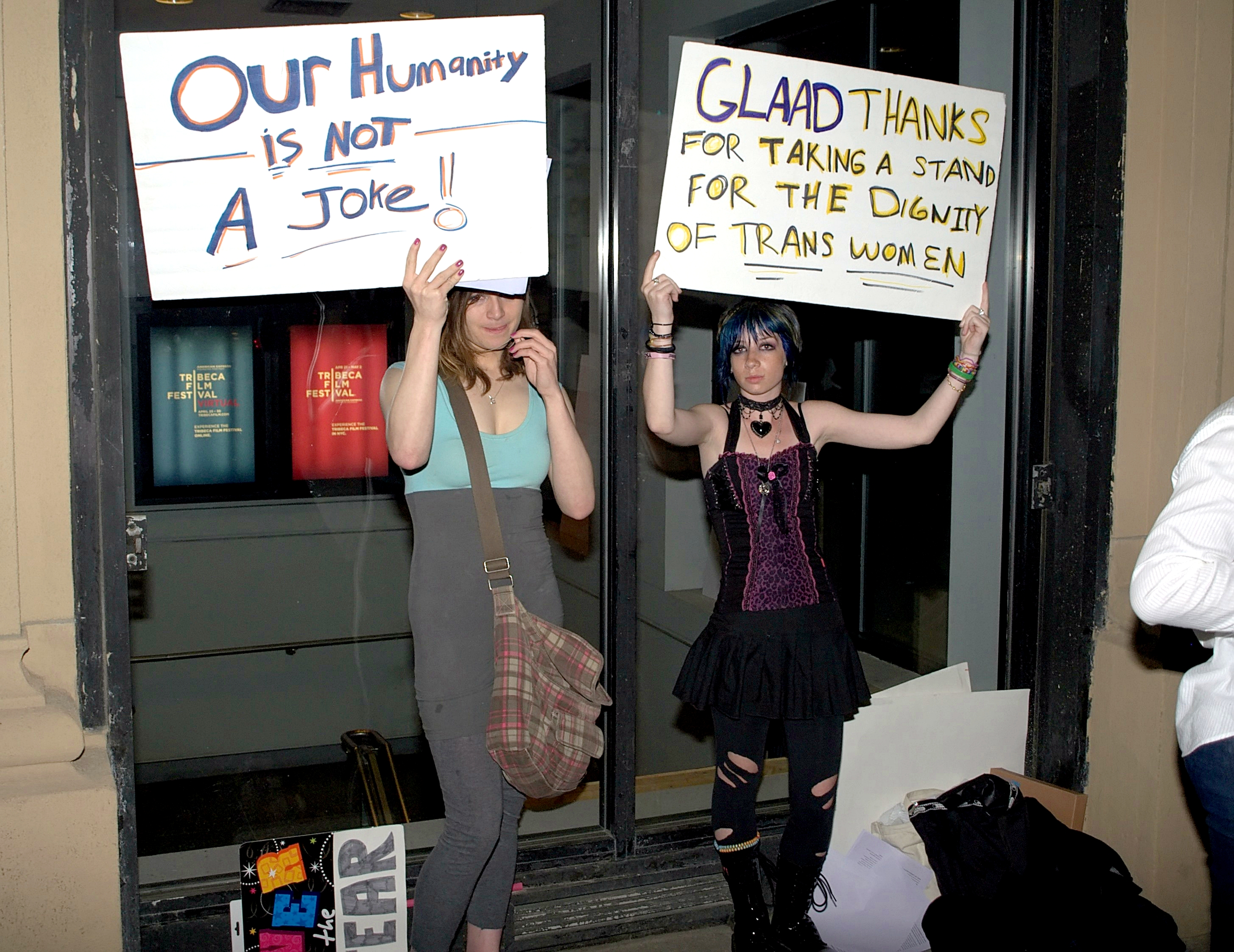
2010년, 게이 영화제작자 이스라엘 루나가 각본 감독한 영화 Ticked-Off Trannies with Knives 의 시사회장 밖의 항의 시위대.

많은 게이와 레즈비언들이 트랜스젠더 역시 그들의 공동체(i.e. 성소수자 공동체) 일원이라고 생각하나, 일부는 트랜스젠더가 성소수자 공동체의 일원이라는 생각에 적극적으로 반대하며 그들을 완전히 분리 및 구분해야 한다고 생각한다.
트랜스젠더 권리와 그들의 공동체 포함에 적대적인 입장을 취하는 것은 전투적 여성주의 레즈비언들뿐만이 아니다. 중도우파 성향의 인디펜던트 게이 포럼(IGF)은 미국 고용차별금지법에 트랜스젠더를 포함시키는 것에 반대했다. IGF는 성적 지향과 성정체성을 모두 차별금지 대상에 포함시키는 것보다, 성적 지향에 대해서만 추진하는 것이 더욱 실용적인 목표라고 주장했다.
1970년대 초, 레즈비언, 페미니스트, 그리고 트랜스젠더 운동에서 각각 다른 목소리가 발생하여 갈등이 일어나기 시작했고, 특히 미국에서 그런 현상이 두드러졌다. 샌프란시스코의 트랜스젠더 운동가이자 연예인인 베스 엘리엇(Beth Elliott)은 트랜스섹슈얼 레즈비언들을 운동에 포함시켜야 하느냐의 문제로 논쟁의 한가운데 섰고, 결국 운동 내부에서 퇴출당했다.

## 결과
트랜스포비아는 트랜스젠더들에게 명백한 스트레스를 야기하며, 그로 인해 수치심, 낮은 자존감, 사회적 소외와 사회부적응 등의 결과를 불러일으킨다. 트랜스젠더 청소년들은 스트레스를 못 이겨 가출하거나, 학교를 중퇴하거나, 마약 또는 자해를 한다. 정확한 통계를 내기는 어렵지만, 트랜스젠더들의 자살률은 매우 높은 것으로 생각되며, 그 원인은 가족과 사회의 그들에 대한 대접에 있다.

## 같이 보기
- 동성애 혐오
- 트랜스젠더 살인사건 목록
- 트랜스젠더 추모의 날